# Olympijské hry

Zahajovací ceremoniál na LOH 2004

Olympijské hry (zkratkou OH, anglicky Olympic Games nebo Olympics, francouzsky Jeux olympiques), též olympiáda, jsou mezinárodní sportovní akce, jejichž součástí jsou soutěže v letních a zimních sportech s účastí tisíců sportovců z celého světa. S více než 200 zúčastněnými zeměmi jsou považovány za nejpřednější multisportovní událost. Olympijské hry jsou pořádány jednou za čtyři roky, přičemž každý druhý rok se střídají letní a zimní olympijské hry.
Jejich vznik byl inspirován antickými olympijskými hrami (starořecky Ὀλυμπιακοί Ἀγῶνες), které se konaly od 8. století př. n. l. do 4. století n. l. v Olympii v Řecku. Roku 1894 založil Pierre de Coubertin Mezinárodní olympijský výbor (MOV), a o dva roky později, v roce 1896, se uskutečnily v Athénách první moderní olympijské hry. Řídicím orgánem celého olympijského hnutí je MOV, jehož pravomoce a postavení určuje Olympijská charta.
Vývoj olympijského hnutí v průběhu 20. a 21. století vyústil v různé změny. Pro sporty pořádané na sněhu a ledu vznikly zimní olympijské hry (1924), pro tělesně postižené sportovce byly založeny paralympijské hry (1960), sportovci ve věku 14–18 let startují na olympijských hrách mládeže (od roku 2010), konají se patery kontinentální hry (Panamerické, Africké, Asijské, Evropské a Pacifické) a pro sporty, které nejsou zastoupeny na olympijských hrách, jsou pořádány Světové hry (od roku 1981). MOV rovněž podporuje deaflympiádu pro neslyšící sportovce (od roku 1924) a speciální olympiádu pro sportovce s mentálním postižením (od roku 1968). Mezinárodní olympijský výbor se také musel přizpůsobit množství ekonomických, politických a technologických změn. Zneužívání amatérského postavení sportovců východním blokem přimělo MOV ke změně pravidel a k posunu od amatérismu, jak si ho představoval Coubertin, k povolení účasti profesionálních sportovců. Vzrůstající význam masmédií rovněž přinesl problém ohledně sponzorství firem a komercionalizace olympijských her. V letech 1916, 1940 a 1944 byly olympijské hry zrušeny kvůli světovým válkám, během studené války byly v letech 1980 a 1984 ovlivněny rozsáhlými bojkoty. Kvůli celosvětové pandemii covidu-19 došlo k přeložení olympijských her v Tokiu z roku 2020 na rok 2021.
Olympijské hnutí je tvořeno mezinárodními sportovními federacemi, národními olympijskými výbory a organizačními výbory pro každé olympijské hry. MOV je jako rozhodující orgán zodpovědný za výběr pořadatelských měst pro každé olympijské hry, které taky dle Olympijské charty organizuje a poskytuje pro ně finanční prostředky. MOV rovněž určuje olympijský program, který je složen ze sportů, v nichž se bude na olympijských hrách soutěžit. Existují také různé symboly a rituály, včetně vlajky, pochodně či slavnostních ceremoniálů na úvod a závěr každých olympijských her. Letních olympijských her 2016 a Zimních olympijských her 2018 se zúčastnilo v součtu přes 14 tisíc sportovců, kteří vzájemně zápolili ve více než 400 disciplínách v rámci 35 různých sportů. Sportovci, kteří se v každé disciplíně umístí na prvním, druhém a třetím místě, získají zlatou, stříbrnou a bronzovou olympijskou medaili.
Olympijské hry se od svého vzniku natolik rozrostly, že se jich účastní téměř každá země světa. Takový vývoj však zapříčinil množství pochybností a kontroverzí, včetně bojkotů, dopingových případů, korupce a teroristického útoku v roce 1972. Zároveň však olympijské hry, s přispěním mediálního a diváckého zájmu, poskytují sportovcům každé dva roky šanci dosáhnout národního a někdy i mezinárodního věhlasu. Rovněž představují pro pořadatelské město a zemi možnost, jak se představit celému světu.

## Historie

### První krůčky na cestě k novodobým hrám
Antické olympijské hry byly nejvýznamnější, největší a nejstarší z všeřeckých her, kterých se účastnili pouze muži. Ženy měly hry zvané héraia podle bohyně Héry. Konaly se od roku 776 př. n. l. až do roku 393 našeho letopočtu. Roku 394 zakazuje olympijské hry zvláštním ediktem Theodosius I. V roce 426 pak byl vydán rozkaz ke zbourání chrámů a soch v Olympii. Dílo zkázy bylo dokonáno zemětřeseními v letech 522 a 551.
První krůčky na dlouhé cestě k prvním novodobým hrám patří řeckým učencům z Byzance, kteří ve 14. a 15. století působili na italských univerzitách, a jejich žákům. Pietro Paolo Vergerio (1348–1419), profesor padovské univerzity, byl první o kom je známo, že vyhlásil právo muže na cvičení těla. Vittorino Ramboldini de Feltre (1378–1446) šel ještě dál, když v Mantově založil tělocvičnou školu.
První novodobá práce o olympijských hrách vyšla roku 1430 a byla dílem florentského básníka Matea Palmieriho. Roku 1491 vydal Virgilius Polydorus knihu O posvátných hrách starých Řeků a roku 1569 vychází v Benátkách kniha významného humanisty Hieronyma Mercuriala O gymnastickém umění. I když si tyto činnosti nekladly za cíl znovuobnovení olympijských her, byly důležitým stupínkem na cestě k oživení tradice pěstování kultury těla.
První novodobé sportovní hry nesoucí označení olympijské, byly Anglické olympijské hry, které na svém venkovském sídle v Cotswoldu uspořádal roku 1604 Robert Dover. Hry podporoval i velký příznivec a propagátor sportu, král Jakub I. Hry se měly konat každý rok za letního slunovratu, na programu byly běžecké disciplíny, hod kladivem, míčové hry, šerm holemi a zápas. Mohli se zúčastnit jak šlechtici, tak prostí občané, některých disciplín dokonce i ženy. Hry se dočkaly 40 ročníků a skončily nejpozději se smrtí svého zakladatele.
První, kdo vystoupil s myšlenkou obnovení olympijských her, byl v roce 1760 německý pedagogický reformátor Johann Bernhard Basedow. Dalším velkým propagátorem vzkříšení olympijských her byl Johann Christoph Friedrich Gutsmuths. Pod jeho vlivem uspořádaly některé tělovýchovné organizace v několika německých městech sportovní klání pod označením olympijské hry.

### Novořecké olympijské hry
15. listopadu 1859 se v Athénách 20 000 diváků stalo svědky sportovních klání 300 soutěžících na prvních novořeckých olympijských hrách. Hlavní zásluhu na jejich uspořádání měl hrdina osvobozovacích bojů, Evangelos Zappas, který jejich organizaci věnoval nejen značné úsilí, ale i celý svůj majetek. Myšlenka uspořádat novořecké olympijské hry se zrodila v Pyrgu. Bylo to krátce po osvobození Řecka z turecké nadvlády, kdy se místní městská rada rozhodla pro obnovení her přímo v Olympii. Měly se konat každé čtyři roky 25. března, tj. na Den řecké nezávislosti. Nepříznivé podmínky v Olympii (bažinaté území plné komáru představovalo velkou hrozbu malárie) vedly k tomu, že se nakonec hry konaly až v listopadu a v Aténách. Hry se pak konaly ještě v letech 1870, 75 a 89.

### Novodobé olympijské hry
Pierre de Coubertin se několik let věnoval studiu tělovýchovných systémů v anglosaském světě. Své poznatky zpracoval v několika knihách a zároveň usiloval o jejich začlenění do francouzského výchovného systému. Když viděl, že jeho literární činnost nevzbudila dostatečný zájem, rozhodl se přejít k činům. V roce 1888 se rozhodl, že obnoví olympijské hry.
Okamžitě začal pro tento záměr shánět podporu v okruhu svých známých a přátel a 25. listopadu 1892 vystoupil s touto myšlenkou veřejně na schůzi k 5. výročí založení Francouzské unie atletických sportů. V roce 1896 se tak konaly v Aténách první novodobé olympijské hry.

## Olympijská myšlenka
Zformuloval ji Pierre de Coubertin ve svém díle Antický ideál tělesné krásy a duchovní dokonalosti – tzv. kalokagathía – posvátný mír (ekecheiría), slavnostní obřady při zahájení antických olympijských her ožívají v nové formě při dnešních OH obohaceny o požadavek rovnoprávnosti všech sportovců bez rasové, politické a náboženské diskriminace, o požadavek demokracie a internacionalismu. Dnešní olympijská myšlenka je v podstatě vyjádřena v základním článku Olympijské charty. Antické olympijské hry avšak byly méně idealistické.

## Olympijská přísaha
Slavnostní slib, který skládají:
- sportovci při slavnostním zahájení
- rozhodčí při slavnostním zahájení
- trenéři při slavnostním zahájení
- sportovec při podpisu přihlášky
- nový člen MOV

## Olympijské symboly

Olympijské kruhy

Olympijské symboly a znaky vyjadřují olympijské myšlenky a univerzálnost olympijského hnutí, jeho úkoly a cíle. Jejich přesnou podobu i způsoby a pravidla pro jejich používání přesně definuje Olympijská charta.
Mezi olympijské symboly patří:
- nejvyšší symboly olympijského hnutí (olympijský symbol, vlajka, heslo, hymna)
- nižší symboly (plamen – v antické Olympii zapálen poprvé v 20. července 1936 a po 1108 km dorazil na olympijský stadion v Berlíně, slib – přednášen od roku 1920 vybraným domácím sportovcem, medaile – udělovány od roku 1904, musí být minimálně 60 mm v průměru a 3 mm na tloušťku, zlatá a stříbrná obsahuje minimálně 92,5 % Ag, na pozlacení je třeba minimálně 6 g Au)
- emblémy, znaky národních olympijských výborů (NOV) a organizačních výborů OH (ZOH)
- maskoti (prvním maskotem letních OH byl jezevčík Waldi v Mnichově, zimních OH Sněhulák v Innsbrucku 1976)

### Olympijské kruhy
Největším olympijským symbolem jsou olympijské kruhy, které jsou vzájemně propojeny. Pět kruhů představuje pět kontinentů spojených olympijskou myšlenkou, šest barev (včetně bílého podkladu) barvy všech národů světa. Existuje obecný názor, že kruhy představují jednotlivé kontinenty, ale není tomu tak. Baron de Coubertin vnímal kruhy a barvy jako dva nezávislé symboly a MOV výslovně uvádí, že žádný z kruhů nereprezentuje konkrétní kontinent. Olympijské kruhy jsou součásti olympijské vlajky, která má bílý podklad a v jejím středu je umístěno pět olympijských kruhů:
- modrý kruh se nachází vlevo nahoře, nejblíže žerdi
- černý kruh umístěn vedle modrého, ve středu vlajky
- červený kruh se nalézá vedle černého
- žlutý kruh propojuje modrý a černý kruh
- zelený kruh propojuje černý a červený kruh

Vlajka poprvé zavlála při VI. olympijském kongresu v roce 1914, na olympijském stadiónu poprvé v roce 1920. Na OH se vyvěšuje vlajka, kterou v roce 1920 věnovaly Antverpy, na ZOH vlajka, kterou v roce 1952 věnovalo Oslo. Součástí historické vlajky je i olympijské heslo Citius, Altius, Fortius - Communiter (Rychleji, výše, silněji - společně), které vyjadřuje cíl olympijského hnutí, úsilí o neustálý pokrok. Původní heslo (Citius, Altius, Fortius) převzal Pierre de Coubertin od svého přítele, abbé Didona. V roce 2021 Mezinárodní olympijský výbor na zasedání v Tokiu schválil návrh svého prezidenta Thomase Bacha a dosavadní tříslovnou formuli rozšířil o slovo Communiter (lat. společně). Nejvýznamnější symboly olympijského hnutí jsou podle čl. 6 olympijské charty výlučným vlastnictvím MOV. S výjimkou oficiálního olympijského dne nesmí NOV užívat olympijské symboly bez jeho výslovného povolení. Nejvyšší symboly se nesmí použít ke komerčním účelům. Kombinací olympijských kruhů s jinými znaky nebo atributy (např. se státní vlajkou) vznikají emblémy, znaky NOV a organizačních výborů OH (ZOH), jejichž jsou vlastnictvím, musí však být schváleny MOV. Nově používaným symbolem OH (ZOH) jsou maskoty, které mají vyjadřovat národní tradici hostitelské země.

## Olympijský ceremoniál
Olympijský ceremoniál je soubor předepsaných obřadů pro zahájení a ukončení OH a pro rozdílení cen, konající se v hlavním olympijském stadionu.

### Zahajovací ceremoniál
- začíná příchodem hlavy státu země pořádající OH v doprovodu předsedy MOV a předsedy organizačního výboru her na olympijský stadion.
- zazní státní hymna pořádající země
- defilé účastníků – každá delegace je označena standartou se jménem země a státní vlajkou. Defilé zahajuje delegace Řecka a uzavírá je delegace hostitelské země; ostatní národy defilují v abecedním pořádku podle jazyka země, která hry pořádá.
- předseda MOV přednese uvítací projev a vyzve hlavu pořádajícího státu, aby pronesl zahajovací formuli.
- ozve se hlas trubek a za zvuků olympijské hymny je vztyčena olympijská vlajka.
- předání oficiální, olympijské vlajky starostovi pořadatelského města.
- symbolické vypuštění holubů (poznámka: v současnosti se již neprovádí).
- příchod olympijské štafety s pochodní. Poslední běžec oběhne olympijský stadion a zažehne olympijský oheň.
- slavnostní přísaha sportovců a rozhodčích. První přísaha rozhodčích se uskutečnila na Letních olympijských hrách v Mnichově (viz olympijský slib).
- Na závěr zahajovacího ceremoniálu je hrána státní hymna hostitelské země.

### Závěrečný ceremoniál
- Vlajkonoši zúčastněných delegací nastoupí spolu s nosiči standart s označením země na plochu stadiónu ve stejném pořadí a zaujmou stejná místa jako při zahájení.
- Za nimi defiluje šest závodníků z každé delegace v osmi- nebo desetistupech bez rozdílu státní příslušnosti.
- zazní řecká státní hymna.
- na stožár stojící po pravé straně středového stožáru (užívaného pro vlajky vítězů) vystoupá řecká vlajka; pak vystoupá na středový stožár státní vlajka pořadatelské země a na stožár vlevo od středového vlajka země, v níž se nachází město, jež bude pořádat příští olympijské hry.
- zazní státní hymna země příštích olympijských her.
- předseda MOV vystoupí na pódium a krátkým projevem, v němž poděkuje pořadatelské zemi a pozve k účasti na příštích olympijských hrách, hry pak ukončí.
- Zazní fanfára.
- zhasne olympijský oheň.
- za zvuků olympijské hymny je spuštěna ze stožáru olympijská vlajka.
- při odnášení vlajky z olympijského stadionu je pozdravena pěti dělovými výstřely a pěvecké sbory zpívají na rozloučenou.

### Ceremoniál předávání olympijských medailí
- se koná v průběhu olympijských her, pokud možno ihned po skončení soutěže a na místě, kde se soutěž konala. Medaili předává předseda Mezinárodního olympijského výboru nebo určený člen MOV za doprovodu předsedy příslušné mezinárodní sportovní federace nebo jeho náhradníka.
- závodníci, kteří skončili na prvním, druhém a třetím místě, vystoupí na stupně vítězů; vítěz na nejvyšší středový stupeň, druhý na stupeň po jeho pravici a třetí na stupeň po jeho levici
- na středový stožár je vztyčena státní vlajka země vítěze, vlajky druhého a třetího závodníka na dvou stožárech vedlejších.
- zazní státní hymna vítěze.

Olympijský ceremoniál se stal hlavním vzorem pro podobné akty řady mezinárodních sportovních soutěží.

## Olympijské hry mládeže
Mezinárodní olympijský výbor od roku 2010 organizuje také olympijské hry mládeže, a to jak letní či zimní, které jsou určeny dětem a mládeži.

## Olympiády v přeneseném významu
Olympiádami se často nazývají i různé místní nebo školní sportovní nebo i jiné soutěže napodobující skutečnou olympiádu, například šachová olympiáda. Výraz se také používá pro školní vzdělávací, znalostní a dovednostní soutěže (například matematická olympiáda, fyzikální olympiáda, chemická olympiáda, astronomická olympiáda atd.). Slovem „olympiáda“ byl inspirován i název československých spartakiád.
Roku 1982 podepsalo Československo Nairobskou smlouvu o ochraně olympijského symbolu, ta nebyla však nikdy ze strany Československa či později Česka ratifikována. Speciální zákon na ochranu olympijské symboliky (č. 60/2000 Sb., o ochraně olympijských symbolik) byl v Česku přijat (přes nesouhlas vlády) v roce 2000. Předmětem jeho ochrany jsou olympijský symbol (pět kruhů), olympijská pochodeň, ad., a také slova „olympiáda“ a „olympijský“. Olympijská symbolika se pro obchodní, reklamní a jiné podobné účely nesmí užívat bez povolení Českého olympijského výboru.

## Pořadatelská města a státy
- Zvolené pořadatelské město olympijských her má jednou pro vždy právo k přídomku olympijské – tedy olympijské město.
- Pořadatelská země má oproti ostatním zemím navíc právo postavit svůj národní olympijský tým ve všech olympijských kolektivních sportech, aniž by se musela zúčastnit jakékoliv kvalifikace.

| Rok  | Letní olympijské hry | Letní olympijské hry                                                   | Zimní olympijské hry | Zimní olympijské hry                                                                                             | Olympijské hry mládeže | Olympijské hry mládeže                                        |
| Rok  | Číslo                | Pořadatelské město                                                     | Číslo                | Pořadatelské město                                                                                               | Číslo                  | Pořadatelské město                                            |
| ---- | -------------------- | ---------------------------------------------------------------------- | -------------------- | --- | ---------------------- | ------------------------------------------------------------- |
| 1896 | 1                    | Athény, Řecko                                                          |                      | |                        |                                                               |
| 1900 | 2                    | Paříž, Francie                                                         |                      | |                        |                                                               |
| 1904 | 3                    | St. Louis, Spojené státy americké                                      |                      | |                        |                                                               |
| 1906 | mezihry              | Athény, Řecko                                                          |                      | |                        |                                                               |
| 1908 | 4                    | Londýn, Spojené království                                             |                      | |                        |                                                               |
| 1912 | 5                    | Stockholm, Švédsko                                                     |                      | |                        |                                                               |
| 1916 | 6                    | Berlín, Německo → zrušeno kvůli první světové válce                    |                      | |                        |                                                               |
| 1920 | 7                    | Antverpy, Belgie                                                       |                      | |                        |                                                               |
| 1924 | 8                    | Paříž, Francie                                                         | 1                    | Chamonix, Francie                                                                                                |                        |                                                               |
| 1928 | 9                    | Amsterdam, Nizozemsko                                                  | 2                    | Svatý Mořic, Švýcarsko                                                                                           |                        |                                                               |
| 1932 | 10                   | Los Angeles, Spojené státy americké                                    | 3                    | Lake Placid, Spojené státy americké                                                                              |                        |                                                               |
| 1936 | 11                   | Berlín, Německo                                                        | 4                    | Garmisch-Partenkirchen, Německo                                                                                  |                        |                                                               |
| 1940 | 12                   | Tokio, Japonsko → Helsinky, Finsko → zrušeno kvůli druhé světové válce | -                    | Sapporo, Japonsko → Svatý Mořic, Švýcarsko → Garmisch-Partenkirchen, Německo → zrušeno kvůli druhé světové válce |                        |                                                               |
| 1944 | 13                   | Londýn, Spojené království → zrušeno kvůli druhé světové válce         | -                    | Cortina d'Ampezzo, Itálie → zrušeno kvůli druhé světové válce                                                    |                        |                                                               |
| 1948 | 14                   | Londýn, Spojené království                                             | 5                    | Svatý Mořic, Švýcarsko                                                                                           |                        |                                                               |
| 1952 | 15                   | Helsinky, Finsko                                                       | 6                    | Oslo, Norsko |                        |                                                               |
| 1956 | 16                   | Melbourne, Austrálie + Stockholm, Švédsko                              | 7                    | Cortina d'Ampezzo, Itálie                                                                                        |                        |                                                               |
| 1960 | 17                   | Řím, Itálie                                                            | 8                    | Squaw Valley, Spojené státy americké                                                                             |                        |                                                               |
| 1964 | 18                   | Tokio, Japonsko                                                        | 9                    | Innsbruck, Rakousko                                                                                              |                        |                                                               |
| 1968 | 19                   | Ciudad de México, Mexiko                                               | 10                   | Grenoble, Francie                                                                                                |                        |                                                               |
| 1972 | 20                   | Mnichov, Západní Německo                                               | 11                   | Sapporo, Japonsko                                                                                                |                        |                                                               |
| 1976 | 21                   | Montréal, Kanada                                                       | 12                   | Denver, Spojené státy americké → Innsbruck, Rakousko                                                             |                        |                                                               |
| 1980 | 22                   | Moskva, Sovětský svaz                                                  | 13                   | Lake Placid, Spojené státy americké                                                                              |                        |                                                               |
| 1984 | 23                   | Los Angeles, Spojené státy americké                                    | 14                   | Sarajevo, Jugoslávie                                                                                             |                        |                                                               |
| 1988 | 24                   | Soul, Jižní Korea                                                      | 15                   | Calgary, Kanada                                                                                                  |                        |                                                               |
| 1992 | 25                   | Barcelona, Španělsko                                                   | 16                   | Albertville, Francie                                                                                             |                        |                                                               |
| 1994 |                      |                                                                        | 17                   | Lillehammer, Norsko                                                                                              |                        |                                                               |
| 1996 | 26                   | Atlanta, Spojené státy americké                                        |                      | |                        |                                                               |
| 1998 |                      |                                                                        | 18                   | Nagano, Japonsko                                                                                                 |                        |                                                               |
| 2000 | 27                   | Sydney, Austrálie                                                      |                      | |                        |                                                               |
| 2002 |                      |                                                                        | 19                   | Salt Lake City, Spojené státy americké                                                                           |                        |                                                               |
| 2004 | 28                   | Athény, Řecko                                                          |                      | |                        |                                                               |
| 2006 |                      |                                                                        | 20                   | Turín, Itálie |                        |                                                               |
| 2008 | 29                   | Peking, Čína                                                           |                      | |                        |                                                               |
| 2010 |                      |                                                                        | 21                   | Vancouver, Kanada                                                                                                | I (letní)              | Singapur                                                      |
| 2012 | 30                   | Londýn, Spojené království                                             |                      | | I (zimní)              | Innsbruck, Rakousko                                           |
| 2014 |                      |                                                                        | 22                   | Soči, Rusko | II (letní)             | Nanking, Čína                                                 |
| 2016 | 31                   | Rio de Janeiro, Brazílie                                               |                      | | II (zimní)             | Lillehammer, Norsko                                           |
| 2018 |                      |                                                                        | 23                   | Pchjongčchang, Jižní Korea                                                                                       | III (letní)            | Buenos Aires, Argentina                                       |
| 2020 | 32                   | Tokio, Japonsko přesunuto na rok 2021 kvůli pandemii covidu-19         |                      | | III (zimní)            | Lausanne, Švýcarsko                                           |
| 2022 |                      |                                                                        | 24                   | Peking, Čína |                        |                                                               |
| 2024 | 33                   | Paříž, Francie                                                         |                      | | IV (zimní)             | Kangwon, Jižní Korea                                          |
| 2026 |                      |                                                                        | 25                   | Milán – Cortina d'Ampezzo, Itálie                                                                                | IV (letní)             | Dakar, Senegal přesunuto z roku 2022 kvůli pandemii covidu-19 |
| 2028 | 34                   | Los Angeles, USA                                                       |                      | |                        |                                                               |
| 2030 |                      |                                                                        | 26                   | Auvergne-Rhône-Alpes a Provence-Alpes-Côte d'Azur, Francie                                                       |                        |                                                               |
| 2032 | 35                   | Brisbane, Austrálie                                                    |                      | |                        |                                                               |
| 2034 |                      |                                                                        | 27                   | Salt Lake City, USA                                                                                              |                        |                                                               |
| 2036 | 36                   | LOH 2036                                                               |                      | |                        |                                                               |